# الوسام الرئاسي للتميز
الوسام الرئاسي للتميز (بالإنجليزية: President's Medal)‏‏ هو وسام الدولة يُمنح من قبل رئيس إسرائيل. تأسس في 2012.